# Konkathedrale von Chilapa

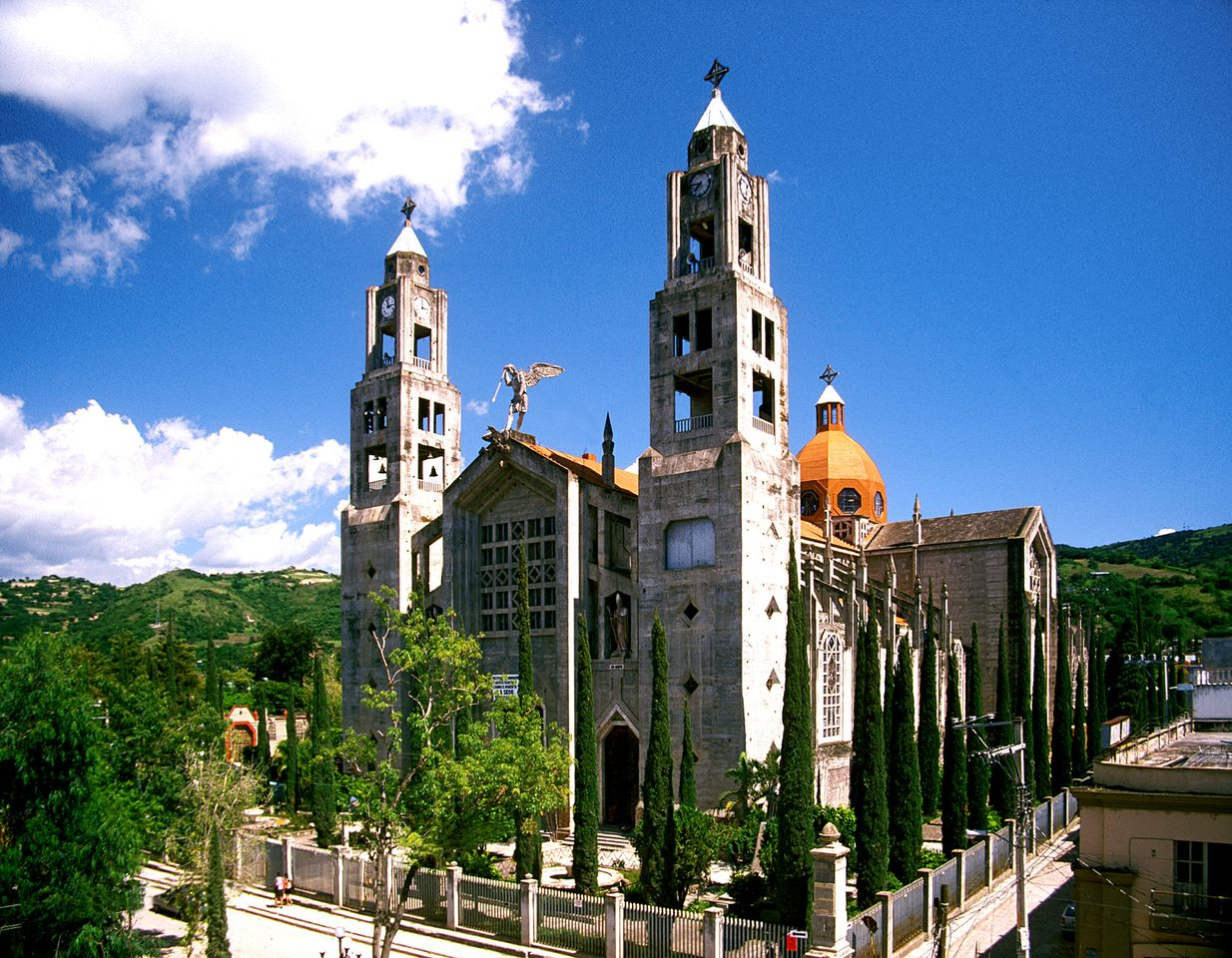
Konkathedrale von Chilapa

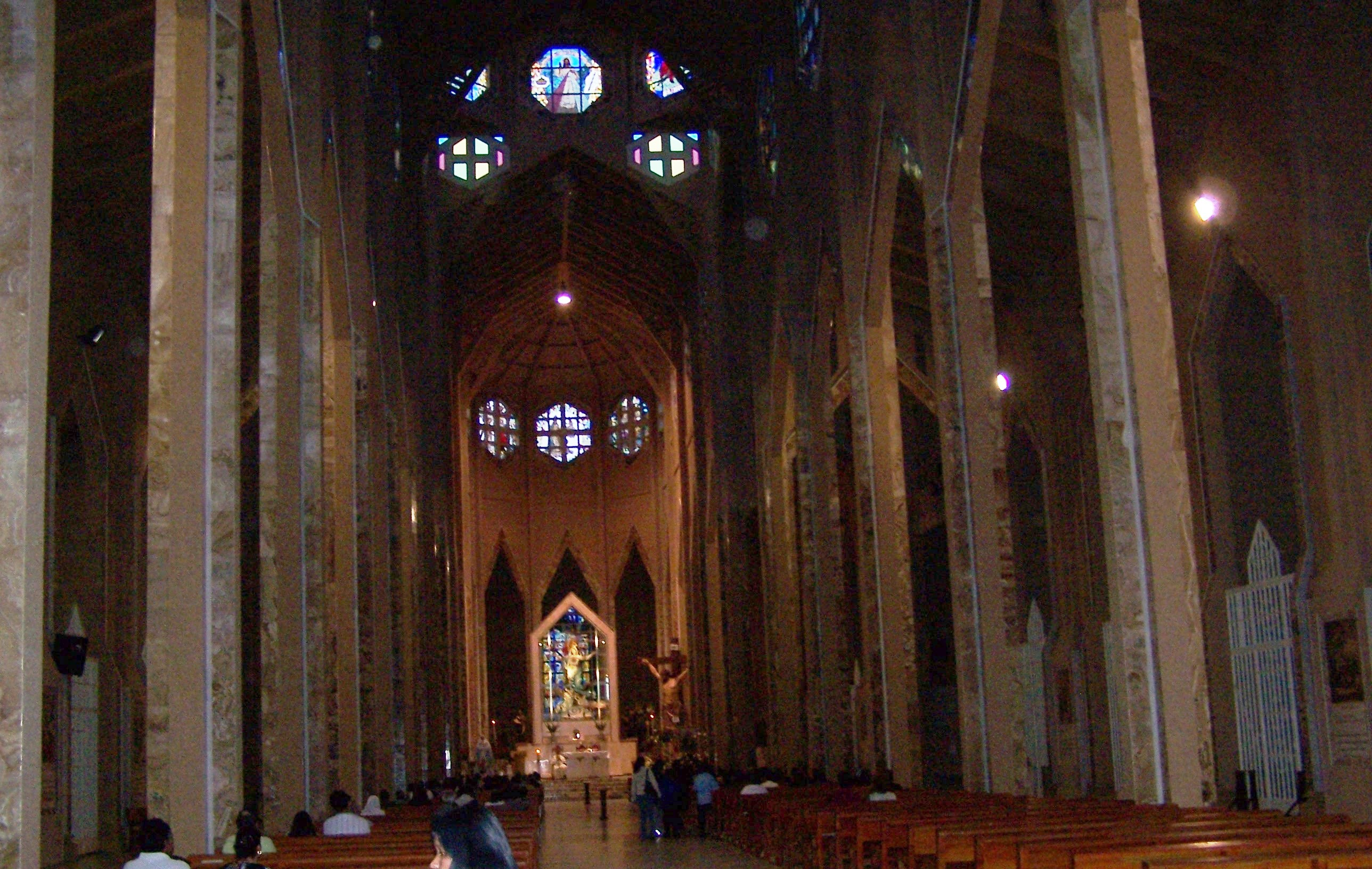
Innenraum

Die Konkathedrale von Chilapa (spanisch Concatedral de la Asunción genannt) in der südmexikanischen Großstadt Chilapa im Bundesstaat Guerrero ist der Himmelfahrt Mariens (Virgen de la Asunción) geweiht. Sie ist die zweite Bischofskirche des Bistums Chilpancingo-Chilapa.

## Lage
Die Kathedrale liegt im Zentrum der ca. 300 km (Fahrtstrecke) südlich von Mexiko-Stadt, ca. 1800 m hoch gelegenen und etwa 35.000 Einwohner zählenden Stadt Chilapa de Álvarez.

## Geschichte
Das Bistum Chilapa existiert bereits seit dem Jahr 1863; es wurde im Jahr 1989 dem neuen Bistum Chilpancingo-Chilapa zugeordnet. Ein Vorgängerbau der heutigen Kirche fiel im Jahr 1930 einem Brand zum Opfer, doch erst im Jahr 1967 konnten die Neubauarbeiten unter der Leitung des Architekten Federico Ernesto Mariscal Piña fertiggestellt werden.

## Architektur

### Material
Große Teile des Baukörpers sind aus Stahlbeton gefertigt, was auch an der Bevorzugung gerader Linien und dem Fehlen von Rundformen wie Bögen ablesbar ist. 

### Fassade
Die Fassade besteht aus einem Mittelteil und zwei seitlichen Glockentürmen, die untereinander über Seitenschiffportale und Strebebögen verbunden sind. Hinter den Türmen befinden sich die beiden äußeren Seitenschiffe. Die oberen Turmgeschosse nehmen den quadratischen Grundriss der Untergeschosse auf, sind jedoch jeweils leicht zurückgestuft; das kleine Obergeschoss hat dagegen einen oktogonalen Grundriss und ähnelt beinahe einer Laterne.

### Kircheninneres
Der fünfschiffige Grundriss des Kirchenbaus entspricht einem lateinischen Kreuz mit Langhaus, Querhaus, Vierung und Chor. Das Dach ist einer Holzkonstruktion nachgebildet. Über der Vierung erhebt sich eine auf einem achteckigen Tambour ruhende Kuppel mit abschließender Laterne.